# Careerbuilder
CareerBuilder.com, pertencente a CareerBuilder, é um dos mais visitados sites de emprego nos Estados Unidos, ranqueado no Alexa. Quando levado em consideração ao número de usuários únicos—comScore Inc—em janeiro de 2013, o site Careerbuilder.com ficou em segundo, tendo apenas o agredador de vagas Indeed.com em primeiro. Um estudo feito em Janeiro de 2008 listou a Careebuilder como dona de 34% do mercado americano. CareerBuilder.com fornece inteligência de mercado de trabalho, software de gestão de talentos, e outras soluções de recrutamento on-line, incluindo serviços de busca carreira para mais de 1.900 parceiros em Março de 2008, incluindo 140 jornais e portais como o AOL e MSN.
CareerBuilder opera sites em 23 países fora os EUA, e tem presença em mais de 60 mercados. Em 2011, CareerBuilder adquiriu o site JobsCentral  in Singapore e JobScout24  na Alemanha. Em 2012 adquiriu o site brasileiro CEVIU especializado em vagas de informática e TI. Em 2014, foi a vez de incorporar a empresa de tecnologia em recrutamento Broadbean da Inglaterra.
A empresa Careerbuilder é controlada hoje por um grupo formado por Gannett Company, The McClatchy Company e Tribune Company.

## References
1. 1 2 3 4 5  «comScore Media Metrix Ranks Top 50 U.S. Web Properties» (pdf). second page: comScore.com. Janeiro de 2013
2. ↑  Wilkerson, David B. "CareerBuilder to launch $250 million ad campaign", MarketWatch, January 22, 2008.
3. ↑  «CareerBuilder compra portal brasileiro CEVIU» 🔗. 18 de abril de 2012. Consultado em 20 de agosto de 2015
4. ↑  de la Merced, Michael J. "Times Company Forms Alliance With Job-Listing Web Site", The New York Times, February 15, 2007.